# Halidrys murmanica
Espèce
Halidrys murmanica est une espèce d’algues brunes de la famille des Sargassaceae.